# Mes souliers rouges
Pour plus de détails, voir Fiche technique et Distribution.
Mes souliers rouges est un documentaire français réalisé par Sara Rastegar, sorti en 2014. 
Ce film a remporté le prix spécial du jury du Festival international du film de Dubaï.

## Synopsis
Le film retrace le parcours des parents de la réalisatrice, Kaveh et Fariba, marxistes étudiant respectivement l'architecture et la métallurgie, qui à 20 ans fuient la révolution Iranienne de 1979 et s'installent en France. Le récit mêle leur propre récit, des lectures de lettres, des témoignages d'amis, des scènes de la vie quotidienne de leur famille (Sara Rastegar et ses deux sœurs, Ava et Roxana) à Nantes, des digressions métaphysiques, des images et extraits vidéos en super 8 et Hi8.

## Fiche technique
- Titre original : My red shoes
- Titre français : Mes souliers rouges
- Réalisation : Sara Rastegar
- Scénario : Sara Rastegar
- Son : Sara Rastegar
- Montage : Sara Rastegar, Cécile FREY
- Société(s) de production : Play film, Vanglabeke Films, Zarlab, Télénantes
- Pays d'origine :  France
- Langue originale : français
- Format : couleur - HD - 16/9
- Genre : documentaire
- Durée : 80 minutes
- Dates de sortie :